# Carpinus mengshanensis
Carpinus mengshanensis är en björkväxtart som beskrevs av S.B.Liang och F.Z.Zhao. Carpinus mengshanensis ingår i släktet avenbokar, och familjen björkväxter. Inga underarter finns listade.